# Christian Bassogog
Christian Mougang Bassogog (* 18. Oktober 1995 in Douala) ist ein kamerunischer Fußballspieler auf der Position eines Flügelspielers und Stürmers.
Mit der Nationalmannschaft seines Heimatlandes gewann er die Fußball-Afrikameisterschaft 2017 in Gabun und wurde bei diesem Turnier als bester Spieler (Total Man of the Competition) ausgezeichnet.

## Vereinskarriere

### Von Kamerun über die Vereinigten Staaten
Christian Bassogog wurde am 18. Oktober 1995 in Douala, der größten Stadt Kameruns geboren. In seiner Jugend spielte er für den unterklassigen kamerunischen Verein Rainbow Bamenda, auch Rainbow FC genannt, aus der Stadt Bamenda im Nordwesten Kameruns. Für diesen kam er spätestens ab dem Jahre 2013 auch in der Herrenmannschaft zum Einsatz, mit der er es bis in die zweithöchste Spielklasse des Landes schaffte. Über eine im November 2014 von seinem Verein Rainbow Bamenda organisierte Scouting Combine, an der insgesamt 40 ausgewählte Spieler teilnahmen, zeigte er vor Jason Arnold, dem General Manager des US-amerikanischen Fußball-Franchises Wilmington Hammerheads und dem US-Spielervermittler und Ex-Profi Leo Cullen sein Können. In weiterer Folge verpflichtete Arnold im darauffolgenden Frühjahr Christian Bassogog, sowie seinen Teamkollegen Brian Anunga. Carson Porter, der technische Direktor und Cheftrainer des Teams, setzte ihn daraufhin zwischen Mai und August 2015 in 16 Meisterschaftsspielen in der zu diesem Zeitpunkt drittklassigen United Soccer League (USL) ein, wobei Bassogog zwei Torvorlagen beisteuerte. Im Endklassement des Spieljahres 2015 belegten die Hammerheads den letzten Platz in der Eastern Conference, einer von zwei parallel laufenden Staffeln. Nach vier Monaten in den Vereinigten Staaten wechselte Bassogog ablösefrei den Verein und schloss sich dem dänischen Erstligisten Aalborg BK an.

### Wechsel nach Europa
Bei den Dänen, bei denen er bei einem zehntägigen Probetraining überzeugen konnte, unterzeichnete er einen Vierjahresvertrag. Sein Pflichtspieldebüt für das Team aus der Hafenstadt Aalborg gab der Kameruner ab 29. September 2015 beim Zweitrundenspiel im dänischen Fußballpokal 2015/16, als er beim 4:0-Auswärtserfolg über die Lystrup IF von Trainer Lars Søndergaard in der 62. Minute als Ersatz für Nicolaj Thomsen ins Spiel kam. In der einen Monat später stattfindenden Achtelfinalpartie gegen den Lyngby BK kam Bassogog zu einem weiteren Kurzeinsatz und musste bis Ende Februar 2016 auf seinen ersten Einsatz in der dänischen Superliga warten. Nachdem er am 29. Februar 2016 bei einem 1:1-Remis gegen den FC Midtjylland in Minute 77 für den Torschützen Lukas Spalvis auf den Rasen kam, setzte ihn Søndergaard auch in den beiden nachfolgenden Partien für wenige Minuten ein. Danach gehörte über einen Zeitraum von knapp zwei Monaten nicht mehr zu den Profis und kam stattdessen in der Reserve zum Einsatz. Erst Anfang Mai schaffte er es wieder zurück in den Profikader und sammelte von der 28. bis zur 33. und damit letzten Meisterschaftsrunde Einsatzminuten, wobei er nur selten über mehr als eine Spielhälfte auf dem Rasen war. Im Endklassement der Superliga 2015/16 rangierte der Aalborg BK, vor allem aufgrund der sieglosen letzten fünf Runden, auf dem fünften Tabellenplatz und verpasste somit einen internationalen Startplatz für die kommende Saison. Im Fußballpokal schied er mit der Mannschaft erst im Halbfinale gegen den Aarhus GF aus.
In der nachfolgenden Spielzeit 2016/17 ließ ihn Søndergaard gleich von Saisonbeginn an zu mehr Spielpraxis kommen. Nachdem der als Mittelstürmer eingesetzte Bassogog bereits im zweiten Ligaspiel eine Torvorlage beisteuerte, erzielte er im darauffolgenden dritten Meisterschaftsspiel, einem 2:2-Remis gegen den Odense BK am 1. August 2016, sein erstes Tor in der höchsten dänischen Fußballliga. Noch im gleichen Monat gelang ihm im sechsten und siebenten Saisonspiel je ein weiterer Treffer für sein Team. Nach diesem siebenten Spiel rangierte der Aalborg BK ohne eine einzige Niederlage auf dem dritten Tabellenplatz, punktgleich mit dem Erst- und Zweitplatzierten. In den darauffolgenden zehn Ligaspielen verschlechterte sich die Tabellensituation zunehmend; bei zehn Spielen war Aalborg nur in einer Partie siegreich; Bassogog war in all diesen Partien im Einsatz. Bis zur Winterpause verbesserte sich die Lage wieder etwas und Bassogog überwinterte mit der Mannschaft auf dem achten Tabellenrang; bis dahin war er in allen 21 Meisterschaftsspielen im Einsatz gewesen und hatte vier Treffer sowie eine Torvorlage beigesteuert. Nachdem er bereits am 12. Dezember 2016 von Hugo Broos in den vorläufigen 35-Mann-Kader der Afrikameisterschaft 2017 berufen wurde, gehörte er Anfang Januar 2017 dem endgültigen 23-köpfigen kamerunischen Spieleraufgebot an und nahm mit diesem an der Afrikameisterschaft in Gabun teil.

### Als Afrikameister nach China
Nachdem er dort in allen sechs Spielen seines Heimatlandes zum Einsatz kam, ein Tor erzielte und mit der Mannschaft nach 15 Jahren wieder einmal die Afrikameisterschaft gewann, sowie in weiterer Folge zum besten Spieler des Turniers (Total Man of the Competition) gewählt wurde, wurde er von zahlreichen internationalen Vereinen umworben. Diese stellten dem Kameruner einen Wechsel in der Sommerpause in Aussicht, da bei den meisten Vereinen das Transferfenster der Winterpause bereits geschlossen war. So wechselte er noch während der Winterpause der dänischen Fußballmeisterschaft für eine kolportierte Ablösesumme von 8,7 Millionen US-Dollar (umgerechnet ca. 6,8 Millionen Euro) nach China zu Henan Jianye in die Chinese Super League, deren Saison erst Anfang März begann. Für die Dänen bedeutete dies einen Rekordtransfer. Dabei stand er auch bei Lokomotive Moskau kurz vor einer Vertragsunterzeichnung. Nachdem er gerade einmal zwei Jahre zuvor bei Rainbow Bamenda noch umgerechnet £25 wöchentlich verdient hatte, erhielt er bei Henan Jianye in der Chinese Super League bereits eine Summe von umgerechnet £60.000 nach Steuer in der Woche. Ein Teil der Ablösesumme, die die Chinesen an die Dänen bezahlten, ging als Ausbildungsentschädigung auch in die Vereinigten Staaten an die Wilmington Hammerheads. Anfangs noch unter dem bekannten Trainer und Ex-Profi Jia Xiuquan schaffte Bassogog rasch den Weg in die Startformation und debütierte bereits im ersten Saisonspiel Anfang März 2017, einem 0:0-Remis gegen Hebei China Fortune, über die vollen 90 Minuten. Nachdem er am 15. April 2017 bei einem 1:1-Remis gegen Fabio Capellos Jiangsu Suning sein erstes Tor in China erzielt hatte, gelangen dem Linksfuß in den nachfolgenden Partien regelmäßig Treffer und Torvorlagen. Bis zum Ende des Spieljahres 2017 Anfang November kam Bassogog auf eine Bilanz von 24 von 30 möglich gewesenen Meisterschaftseinsätzen; dabei gelangen ihm zehn Tore sowie sieben Assists. Mit einem 14. Platz im Endklassement konnte sein Team gerade noch den Klassenerhalt sichern und den Abstieg in die zweitklassige China League One verhindern.
Am 1. November 2017 veröffentlichte die Confédération Africaine de Football eine Liste mit 30 Namen von Nominierten für die Auszeichnung Afrikas Fußballer des Jahres; Bassogog rangierte in dieser Liste auf dem fünften Platz. Bei der Preisverleihung am 4. Januar 2018 im Accra International Conference Centre in der ghanaischen Hauptstadt Accra wurde schließlich der Ägypter Mohamed Salah zu Afrikas Fußballer des Jahres 2017 gewählt.

## Nationalmannschaftskarriere
Nachdem er zuvor bereits für Kameruns U-20- und ab 2016 auch kurzzeitig für Kameruns U-23-Nationalmannschaft zum Einsatz gekommen war, gab Bassogog am 12. November 2016 unter Trainer Hugo Broos im zweiten Gruppenspiel der Qualifikation zur Weltmeisterschaft 2018 gegen Sambia sein Debüt in der A-Nationalmannschaft seines Heimatlandes, als er von Beginn an zum Einsatz kam und in der 79. Minute durch Clinton N’Jie ersetzt wurde. Bis zur Aufnahme in den vorläufigen 35-Mann-Kader Kameruns für die Afrikameisterschaft 2017, die seinen weiteren Werdegang maßgeblich beeinflusste, konnte er lediglich diesen einen Länderspieleinsatz einen Monat zuvor verzeichnen. Anfang Januar 2017 gehörte Bassogog dem endgültigen 23-köpfigen kamerunischen Spieleraufgebot an und nahm mit diesem an der Afrikameisterschaft in Gabun teil. Nach Einsätzen in zwei Vorbereitungsspielen gegen die DR Kongo und Simbabwe setzte ihn Broos in allen Spielen der zwischen Mitte Januar und Anfang Februar 2017 stattfindenden Afrikameisterschaft ein. Als Zweitplatzierter der Gruppe A, punktegleich mit dem Erstplatzierten, Burkina Faso, zogen die Kameruner ins Viertelfinale ein, wo sie Senegal erst im Elfmeterschießen bezwangen. Nach einem 2:0-Erfolg im Halbfinale gegen Ghana, bei dem Bassogog in der 93. Minute den 2:0-Entstand besiegelte, schaffte es Kamerun nach der letztmaligen Finalteilnahme 2008 erstmals wieder in das Endspiel der Afrikameisterschaft. Beim Finalspiel am 5. Februar 2017 im Stade d’Angondjé in Angondjé, einem Vorort der gabunischen Hauptstadt Libreville, gegen Ägypten setzte ihn Hugo Broos über die volle Spieldauer ein. Mit einem 2:1-Sieg wurde Kamerun zum fünften Mal in der Geschichte Afrikameister und Bassogog wurde daraufhin nicht nur in die Mannschaft des Turniers gewählt, sondern auch zum besten Spieler des Turniers (Total Man of the Competition).
Nach diesem Erfolg und dem daraus resultierenden Wechsel nach China zu Henan Jianye kam Bassogog weiterhin als Stammspieler in der Nationalelf seines Heimatlandes zum Einsatz. Im März 2017 absolvierte der Linksfuß zwei freundschaftliche Länderspiele gegen Tunesien und Guinea und bestritt daraufhin am 10. Juni 2017 das erste Gruppenspiel der Qualifikation zur Afrikameisterschaft 2019 gegen Marokko, ehe eine Woche später der FIFA-Konföderationen-Pokal 2017 begann. Auch für dieses Turnier wurde er von Broos in das 23-Mann-Aufgebot geholt, schied mit Kamerun in der Gruppe B allerdings, nach drei Spielen auf dem letzten Platz rangierend, frühzeitig vom Turnierverlauf aus. Ab September kam er für sein Heimatland in drei weiteren Qualifikationsspielen zur Weltmeisterschaft 2018 zum Einsatz; im letzten Gruppenspiel gegen Sambia gehörte er nicht zum kamerunischen Aufgebot. Dies beendete gleichzeitig auch das Ende des Engagements mit Trainer Hugo Broos, der bereits seit dem Afrikameistertitel im Februar 2017 ohne Vertrag mit der kamerunischen Nationalmannschaft arbeitete.

## Erfolge
- Afrikameister: 2017
- Bester Spieler des Turniers: Afrikameisterschaft 2017
- Wahl in die Mannschaft des Turniers: Afrikameisterschaft 2017